# Lagocephalus guentheri
Lagocephalus guentheri es una especie de peces de la familia Tetraodontidae en el orden de los Tetraodontiformes.

## Morfología
- Los machos pueden llegar alcanzar los 26 cm de longitud total.[1][2]

## Hábitat
Es un pez de mar de clima subtropical y demersal

## Distribución geográfica
Se encuentra en el Golfo Pérsico, el sur de Omán, la India, Indonesia, el noroeste de Australia, el Mar de la China Meridional, el Japón y Brasil.

## Observaciones
Es inofensivo para los humanos.